# Greda (Bosanska Gradiška, BiH)
Greda je naseljeno mjesto u sastavu općine Bosanska Gradiška, Republika Srpska, BiH.

## Stanovništvo
| Greda              |              |
| Godina popisa      | 1991.        |
| Srbi               | 137 (86,16%) |
| Hrvati             | 2 (1,26%)    |
| Muslimani          | 0            |
| Jugoslaveni        | 7 (4,40%)    |
| ostali i nepoznato | 13 (8,18%)   |
| ukupno             | 159          |